# Nitrato de peroxiacilo

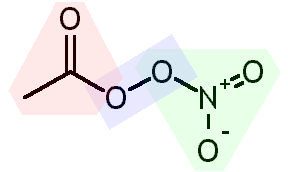
Diagrama molecular del nitrato de peroaxiacilo.

El PAN o nitrato de peroxiacilo es un contaminante atmosférico que, combinado con ozono, óxidos de nitrógeno y COV y la acción de la radiación solar provoca el fenómeno del smog fotoquímico. Son los nitratos producidos en el equilibrio térmico con radicales peroxi orgánicos por la oxidación en fase gaseosa de una variedad de compuestos orgánicos volátiles, o aldehídos y otros compuestos orgánicos volátiles oxigenados oxidantes en presencia de NO2 .
Por ejemplo, nitrato de peroxiacetilo , CH3COOONO2:
Hidrocarburo + O2 + NO2 + luz → CH3COOONO2
La ecuación general es;
CxHyO3 + NO2 → CxHyO3NO2
Son buenos marcadores de la fuente de compuestos orgánicos volátiles, ya sea como biogénico o antropogénico, que es útil en el estudio de los efectos globales y locales de los contaminantes.
Los PAN son tóxicos e irritantes, ya que se disuelven más fácilmente en agua que el ozono. Son lacrimógenos, causando irritación en los ojos en concentraciones de sólo unas pocas partes por mil millones. En concentraciones más altas causan grandes daños a la vegetación. Ambos PAN y sus derivados clorados se dice que son mutagénicos, y  puede ser un factor causante de cáncer de piel. 